# Wereldkampioenschappen kunstschaatsen 1959
De Wereldkampioenschappen kunstschaatsen 1959 werden gevormd door vier toernooien die door de Internationale Schaatsunie werden georganiseerd.
Voor de mannen was het de 50e editie, voor de vrouwen de 40e, voor de paren de 38e en voor de ijsdansers de achtste editie. De kampioenschappen vonden plaats in Colorado Springs, Verenigde Staten. Colorado Springs was voor de tweede keer gaststad voor de WK toernooien, in 1957 vonden de vier toernooien hier ook plaats. De Verenigde Staten was voor de derde keer het gastland, in 1930 vonden de kampioenschappen voor mannen, vrouwen en paren in New York plaats.

## Deelname
Er namen deelnemers uit elf landen deel aan deze kampioenschappen. Zij vulden 45 startplaatsen in. Voor Nederland kwamen Sjoukje Dijkstra en Joan Haanappel uit bij de vrouwen.
(Tussen haakjes het totaal aantal startplaatsen in de vier toernooien.)
| Verenigde Staten (14) Canada (10) Oostenrijk (4) West-Duitsland (4) | Frankrijk (3) Verenigd Koninkrijk (3) Italië (2) Nederland (2) | Japan (1) Tsjecho-Slowakije (1) Zwitserland (1) |

## Medailleverdeling
Bij de mannen prolongeerde de Amerikaan David Jenkins de wereldtitel, de derde oprij. Het was het zijn vijfde medaille oprij, in 1955 en 1956 won hij brons. De Canadees Donald Jackson won de zilveren medaille, hij stond voor het eerst op het erepodium. De Amerikaan Tim Brown stond voor de derde opeenvolgende keer op het erepodium, in 1957 en 1958 werd hij tweede, dit jaar derde.
Bij de vrouwen prolongeerde de Amerikaanse Carol Heiss de wereldtitel, haar vierde titel oprij. Het was haar vijfde opeenvolgende medaille, in 1955 werd ze tweede. De Oostenrijkse Hanna Walter op plaats twee nam voor de tweede keer plaats op het erepodium, in 1958 werd ze derde. Sjoukje Dijkstra veroverde met de derde plaats de eerste medaille voor Nederland in een van de vier WK toernooien.
Bij de paren prolongeerde het Canadese paar Barbara Wagner / Robert Paul de wereldtitel, hun derde titel oprij, het was ook hun derde medaille. Van het Duitse paar op plaats twee veroverde Marika Kilius haar derde medaille, in 1956 (derde) en 1957 (tweede) deed ze dit met schaatspartner Franz Ningel, dit jaar deed ze dit met Hans Jürgen Bäumler die voor de eerste keer op het WK podium plaats nam. Het Canadese paar Nancy Ludington-Rouillard / Ronald Ludington stond ook voor het eerst op het podium.
Bij het ijsdansen werden Doreen Denny / Courtney Jones het vierde paar die de wereldtitel bij het ijsdansen veroverden, eveneens het vierde Britse paar. Courtney Jones stond voor de vierde opeenvolgende keer op het erepodium, in 1956 werd hij tweede en in 1957 en 1958 wereldkampioen met ijsdanspartner June Markham. Net als in 1958 veroverde het Amerikaanse paar Andree Jacoby-Anderson / Donald Jacoby de zilveren medaille, het was hun tweede medaille. Het Canadese paar Geraldine Fenton / William McLachlan werden na hun tweede plaatsen in 1957 en 1958 dit jaar derde, het was hun derde medaille.
| Discipline | Goud                          | Zilver                                 | Brons                                        |
| ---------- | ----------------------------- | -------------------------------------- | -------------------------------------------- |
| Mannen     | David Jenkins                 | Donald Jackson                         | Tim Brown                                    |
| Vrouwen    | Carol Heiss                   | Hanna Walter                           | Sjoukje Dijkstra                             |
| Paren      | Barbara Wagner / Robert Paul  | Marika Kilius / Hans Jürgen Bäumler    | Nancy Ludington-Rouillard / Ronald Ludington |
| IJsdansen  | Doreen Denny / Courtney Jones | Andree Jacoby-Anderson / Donald Jacoby | Geraldine Fenton / William McLachlan         |

## Uitslagen
| #      | naam (deelname)       | land                                  | pc   |
| ------ | --------------------- | ------------------------------------- | ---- |
| Goud   | David Jenkins (6)     | Vlag van Verenigde Staten (1912-1959) | 7    |
| Zilver | Donald Jackson (3)    | Vlag van Canada 1957-1965             | 18   |
| Brons  | Tim Brown (3)         | Vlag van Verenigde Staten (1912-1959) | 19   |
| 4      | Alain Giletti (7)     | Vlag van Frankrijk                    | 26   |
| 5      | Karol Divín (4)       | Vlag van Tsjecho-Slowakije            | 42   |
| 6      | Tilo Gutzeit (4)      | Vlag van Bondsrepubliek Duitsland     | 52   |
| 7      | Alain Calmat (6)      | Vlag van Frankrijk                    | 53   |
| 8      | Bradley Lord          | Vlag van Verenigde Staten (1912-1959) | 56.5 |
| 9      | Norbert Felsinger (6) | Vlag van Oostenrijk                   | 56   |
| 10     | Edward Collins (2)    | Vlag van Canada 1957-1965             | 61.5 |
| 11     | Robert Brewer (3)     | Vlag van Verenigde Staten (1912-1959) | 71   |
| 12     | David Clements        | Vlag van Verenigd Koninkrijk          | 84   |
| 13     | Hubert Köpfler (3)    | Vlag van Zwitserland                  | 91   |

| #      | naam (deelname)       | land                                  | pc     |
| ------ | --------------------- | ------------------------------------- | ------ |
| Goud   | Carol Heiss (6)       | Vlag van Verenigde Staten (1912-1959) | 7      |
| Zilver | Hanna Walter (5)      | Vlag van Oostenrijk                   | 20     |
| Brons  | Sjoukje Dijkstra (5)  | Vlag van Nederland                    | 24     |
| 4      | Ina Bauer (4)         | Vlag van Bondsrepubliek Duitsland     | 30     |
| 5      | Barbara Roles         | Vlag van Verenigde Staten (1912-1959) | 31     |
| 6      | Lynn Finnegan         | Vlag van Verenigde Staten (1912-1959) | 40     |
| 7      | Regine Heitzer (2)    | Vlag van Oostenrijk                   | 56     |
| 8      | Nancy Heiss (3)       | Vlag van Verenigde Staten (1912-1959) | 54     |
| 9      | Anna Galmarini (2)    | Vlag van Italië                       | 60     |
| 10     | Sandra Tewkesbury     | Vlag van Canada 1957-1965             | 78     |
| 11     | Margaret Crosland (2) | Vlag van Canada 1957-1965             | 82     |
| 12     | Sonia Snelling (2)    | Vlag van Canada 1957-1965             | 82     |
| 13     | Carla Tichatschek (3) | Vlag van Italië                       | 82     |
| 14     | Yuko Araki (2)        | Vlag van Japan                        | 89     |
| -      | Joan Haanappel (5)    | Vlag van Nederland                    | t.z.t. |

| #      | naam (deelname)                                    | land                                  | pc   |
| ------ | -------------------------------------------------- | ------------------------------------- | ---- |
| Goud   | Barbara Wagner (5) Robert Paul (5)                 | Vlag van Canada 1957-1965             | 9    |
| Zilver | Marika Kilius (5) Hans Jürgen Bäumler (3)          | Vlag van Bondsrepubliek Duitsland     | 19   |
| Brons  | Nancy Ludington-Rouillard (3) Ronald Ludington (3) | Vlag van Verenigde Staten (1912-1959) | 35.5 |
| 4      | Maria Jelinek (3) Otto Jelinek (3)                 | Vlag van Canada 1957-1965             | 37   |
| 5      | Margret Göbl Franz Ningel (4)                      | Vlag van Bondsrepubliek Duitsland     | 40.5 |
| 6      | Maribel Owen Dudley Richards                       | Vlag van Verenigde Staten (1912-1959) | 50   |
| 7      | Gayle Freed Karl Freed                             | Vlag van Verenigde Staten (1912-1959) | 59   |
| 8      | Diana Hinko Heinz Döpfl                            | Vlag van Oostenrijk                   | 72   |

| #      | naam (deelname)                              | land                                  | pc |
| ------ | -------------------------------------------- | ------------------------------------- | -- |
| Goud   | Doreen Denny Courtney Jones (4)              | Vlag van Verenigd Koninkrijk          | 6  |
| Zilver | Andree Jacoby-Anderson (2) Donald Jacoby (2) | Vlag van Verenigde Staten (1912-1959) | 12 |
| Brons  | Geraldine Fenton (3) William McLachlan (3)   | Vlag van Canada 1957-1965             | 14 |
| 4      | Margie Ackles Charles Phillips               | Vlag van Verenigde Staten (1912-1959) | 25 |
| 5      | Ann Martin Edward Collins (2)                | Vlag van Canada 1957-1965             | 28 |
| 6      | Christiane Guhel (2) Jean-Paul Guhel (2)     | Vlag van Frankrijk                    | 30 |
| 7      | Catherine Morris (3) Michael Robinson (3)    | Vlag van Verenigd Koninkrijk          | 33 |
| 8      | Svata Staroba Mirek Staroba                  | Vlag van Canada 1957-1965             | 39 |
| 9      | Judy Lamar Ronald Ludington (3)              | Vlag van Verenigde Staten (1912-1959) | 38 |

Medaillewinnaars

Mannen · 
Vrouwen ·
Paren · 
IJsdansen

 Toernooi

1896 · 
1897 · 
1898 · 
1899 · 
1900 · 
1901 · 
1902 · 
1903 · 
1904 · 
1905 · 
1906 · 
1907 · 
1908 · 
1909 · 
1910 · 
1911 · 
1912 · 
1913 · 
1914 · 
1915-1921 · 
1922 · 
1923 · 
1924 · 
1925 · 
1926 · 
1927 · 
1928 · 
1929 · 
1930 · 
1931 · 
1932 · 
1933 · 
1934 · 
1935 · 
1936 · 
1937 · 
1938 · 
1939 ·
1940-1946 · 
1947 · 
1948 · 
1949 · 
1950 · 
1951 · 
1952 · 
1953 · 
1954 · 
1955 · 
1956 · 
1957 · 
1958 · 
1959 · 
1960 · 
1961 · 
1962 · 
1963 · 
1964 · 
1965 · 
1966 · 
1967 · 
1968 · 
1969 · 
1970 · 
1971 · 
1972 · 
1973 · 
1974 · 
1975 · 
1976 · 
1977 · 
1978 · 
1979 · 
1980 · 
1981 · 
1982 · 
1983 · 
1984 · 
1985 · 
1986 · 
1987 · 
1988 · 
1989 · 
1990 · 
1991 · 
1992 · 
1993 · 
1994 · 
1995 ·
1996 · 
1997 · 
1998 · 
1999 · 
2000 · 
2001 · 
2002 · 
2003 · 
2004 · 
2005 · 
2006 ·
2007 ·
2008 ·
2009 ·
2010 ·
2011 ·
2012 ·
2013 ·
2014 ·
2015 ·
2016 ·
2017 ·
2018 ·
2019 · 
2020 · 
2021 ·
2022 ·
2023 ·
2024

 ISU-kampioenschappen

WK kunstschaatsen junioren ·
EK kunstschaatsen ·
Viercontinentenkampioenschap ·
Olympische Spelen